# Pfarrkirche Peuerbach

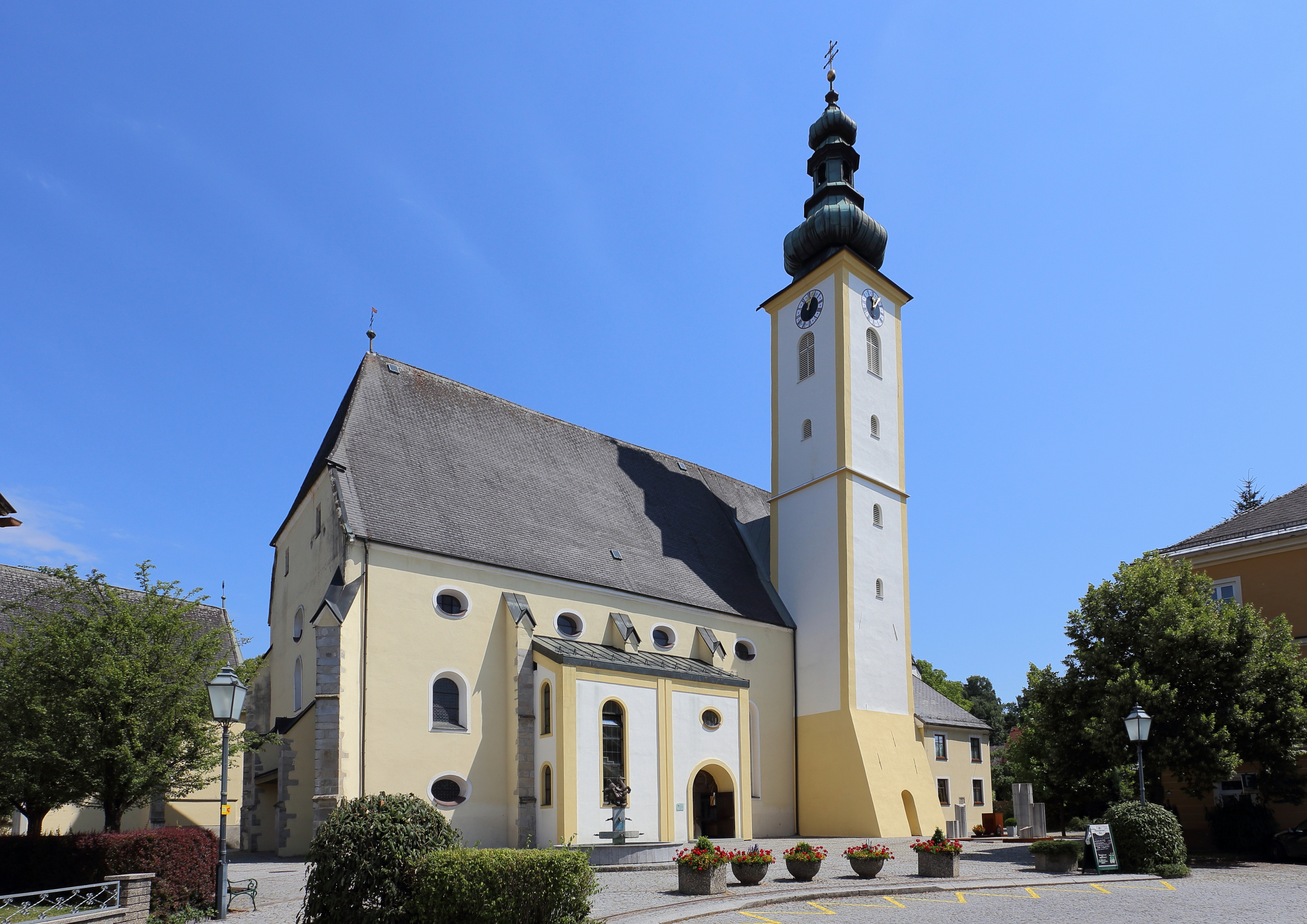
Kath. Pfarrkirche hl. Martin in Peuerbach

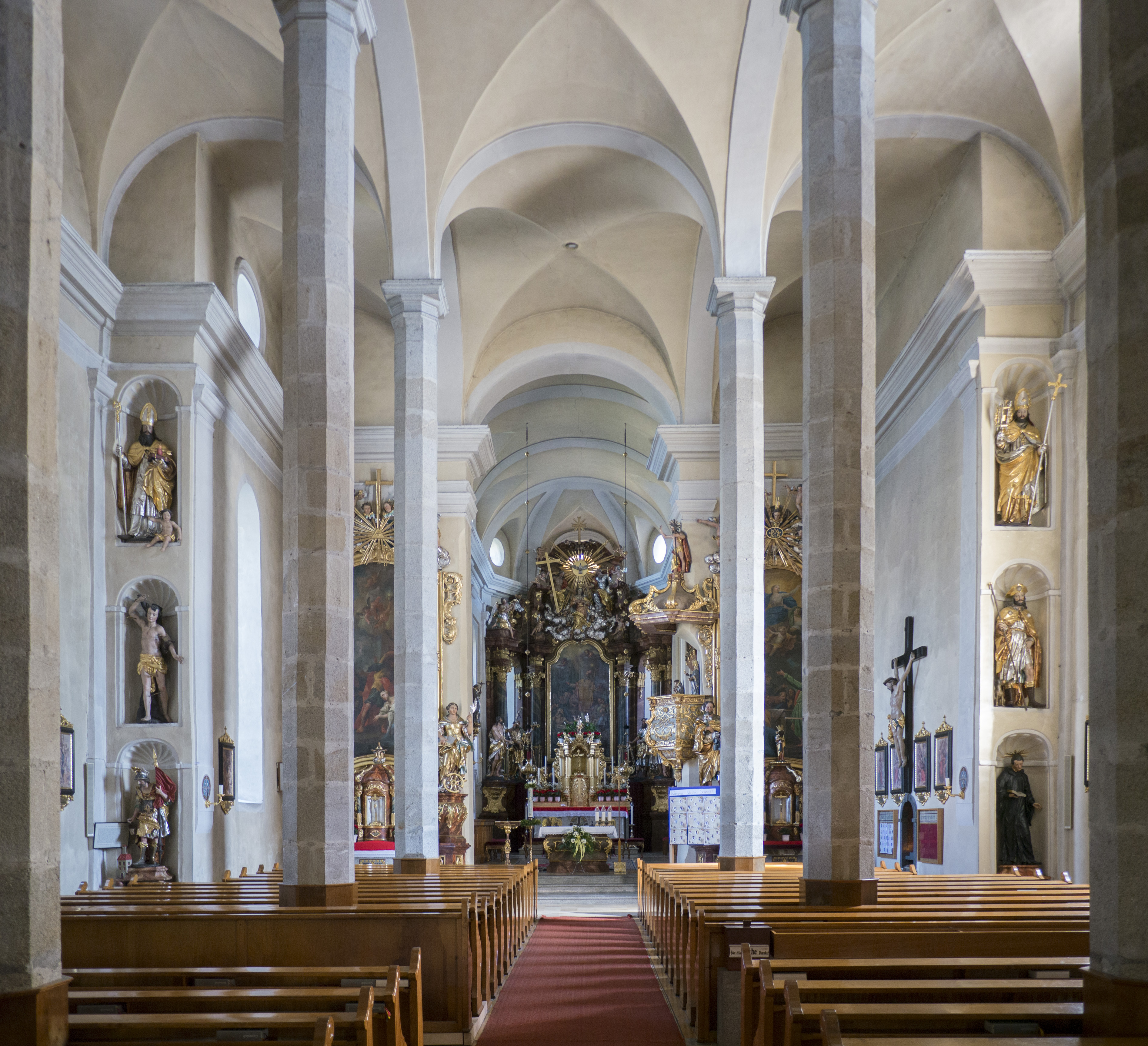
Im Langhaus zum Chor mit je drei Statuennischen im Rücksprung des Ostjoches

Die römisch-katholische Pfarrkirche Peuerbach steht in der Stadtgemeinde Peuerbach im Bezirk Grieskirchen in Oberösterreich. Die auf den heiligen Martin von Tours geweihte Kirche gehört zum Dekanat Peuerbach in der Diözese Linz. Die Kirche und die Kreuzkapelle mit dem Kirchhof stehen unter Denkmalschutz.

## Geschichte
Eine Kirche wurde 1211 urkundlich genannt. Der gotische Kirchenbau wurde nach einem Brand (1626) in der Mitte des 17. Jahrhunderts neu gewölbt und teils barockisiert. Im Norden wurde 1711/1721 im Auftrag der Gräfin Maria Josepha von Strattmann beeinflusst von Johann Bernhard Fischer von Erlach eine Kreuzkapelle angebaut. Die Kirche wurde 1952 restauriert.

## Architektur
An das dreischiffige fünfjochige Langhaus als Hallenkirche schließt ein eingezogener dreijochiger stichkappentonnengewölbter Chor mit einem Dreiachtelschluss an. Das weiträumige Langhaus mit hohen achteckigen Pfeilern hat niedrige Gratgewölbe, was gotisch wie eine Störung empfunden werden kann. Das östliche Joch der beiden Seitenschiffe sind schmäler, weshalb diese Einengung des Langhauses die Wirkung eines Vorchores macht, wobei die Rücksprünge mit drei übereinander situierten Statuennischen eine besondere Wirkung erzeugen. Die dreiachsige Westempore ist kreuzgratunterwölbt. Der Turm an der Südseite des östlichen Langhausjoches trägt einen Zwiebelhelm. Am dritten Joch des nördlichen Seitenschiffes steht die Kreuzkapelle mit einem langelliptischen Grundriss mit drei gedrückten Konchen und einer tambourlosen Kuppel mit Laterne und einem Abschlussgitter.

## Ausstattung
Der Hochaltar mit Gemälden und Statuen stammt aus dem zweiten Viertel des 18. Jahrhunderts, die zwei Seitenaltäre aus der Mitte des 18. Jahrhunderts. Im Chor befindet sich ein Gemälde Ecce homo in der Art des Bartolomeo Altomonte. Der linke Seitenaltar zeigt das barocke Gemälde Enthauptung der hl. Barbara, der rechte Seitenaltar das Gemälde Mariä Himmelfahrt vom Maler Michael Steiner. Der Kreuzaltar aus 1712 trägt geschnitzte Figuren Christus, Gottvater, Helena, Heraklius. Ein leuchtertragender Engel entstand in der zweiten Hälfte des 17. Jahrhunderts, die Kanzel um 1730, ein Relief unter der Kanzel Barmherziger Samariter aus Kehlheimerstein um 1600.
Die Gruppe hl. Martin zu Pferd am Südportal stammt aus der Mitte des 15. Jahrhunderts. Beiderseits hl. Sebastian und hl. Rochus stammen aus der Mitte des 18. Jahrhunderts und Wappengrabsteine aus dem 15. bis 17. Jahrhundert. Das Bronzetor wurde 1981 nach dem Entwurf von Peter Dimmel geschaffen.
Das Orgelgehäuse ist spätbarock, eine neue Rieger-Orgel wurde 1982 in das Gehäuse eingebaut. Eine Glocke wurde 1483 gegossen.

## Umgebung
Das Kriegerdenkmal außen im Süden mit der figuralen Gruppe Beweinung Christi schuf der Bildhauer Josef Furthner (1920).
Der Martinsbrunnen am Platz vor der Kirche wurde im Zuge der Renovierung (2015/16) mit der Bronzeskulptur des Hl. Martin neu geschaffen. Die Idee stammt von Prof. Stockenhuber. Der Brunnen wird durch das Quellwasser der sagenumwobenen Peuerbacher Urteln (= mittelalterliche Wasserversorgungsanlage) gespeist.